# إيما ألباني
السيدة إيما ألباني (1 نوفمبر 1847-3 أبريل 1930) كانت سوبرانو أوبرا رائدة في القرن التاسع عشر وأوائل القرن العشرين، وأول مغنية كندية تصبح نجمة عالمية. ركز لها مرجع على المسلسلات من موزارت، روسيني، دونيزيتي، بيليني واغنر. غنت في جميع أنحاء أوروبا وأمريكا الشمالية.

## حياة سابقة

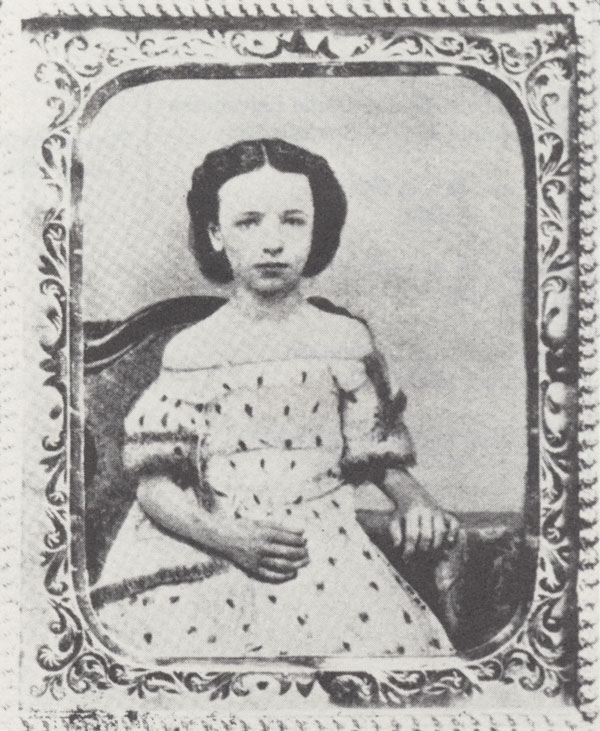
إيما ألباني بعمر 5 سنوات

وُلدت ألباني ماري لويز إيما سيسيل لايونيس في مدينة تشامبلي، كيبيك، للموسيقي المحترف جوزيف لاجونيس وزوجته ميلينا مينولت. كان والداها كنديين فرنسيين. عادة ما يُذكر تاريخ ميلادها في 1 نوفمبر 1847، لكن مؤلفين آخرين وضعوها في عام 1848 أو 1850، وضع قاموس السيرة الذاتية لأمريكا ميلادها في 18 سبتمبر 1851، ومذكرات ألباني في عام 1852. بدأت دراستها الموسيقية مع والدتها، وفي سن الخامسة علمها والدها دروسها الموسيقية. كان والدها موسيقيًا بارعًا ماهرًا في العزف على الكمان، القيثارة، البيانو والأرغن. احتفظ بها في نظام تدريبي قوي، مع ما يصل إلى أربع ساعات في اليوم من الدروس على القيثارة والبيانو.

## الهجرة والتعليم

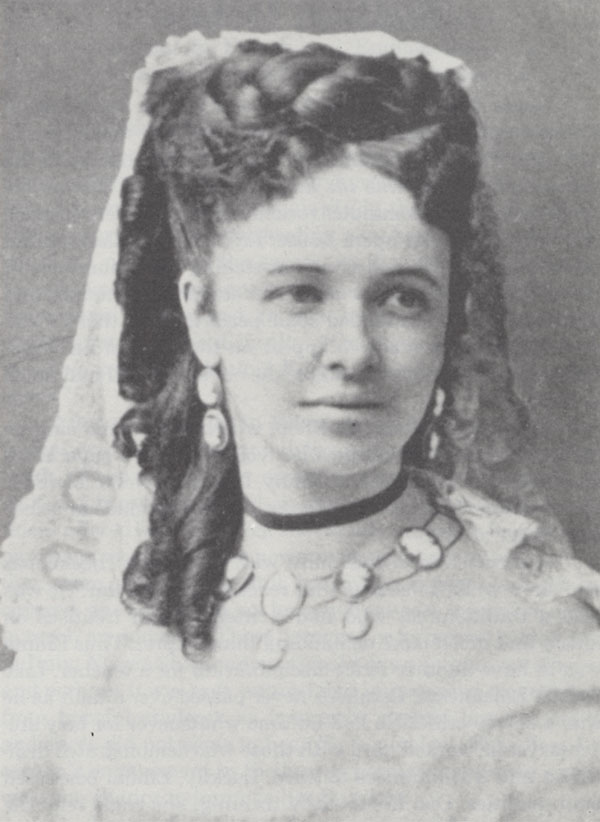
إيما ألباني في وقت ظهورها لأول مرة باسم أمينة

انتقلت العائلة إلى بلاتسبرغ، نيويورك، في عام 1852. في عام 1856 بعد وفاة والدتها، واصلت تعليمها في مدرسة دير مونتريال، التي تديرها سيدة القلب المقدس حيث حصل والدها على المنصب ماجستير الموسيقى. وقد أتاح لها ذلك تعليمًا أفضل مما قد تتلقاه بخلاف ذلك، وتعليمات موسيقية إضافية. في 24 أغسطس 1860 أنها وأدلينا باتي كان العازفون المنفردون في العرض العالمي الأول لشارل واك ساباتييه الصورة الأنشودة في مونتريال التي كان يؤديها على شرف زيارة أمير ويلز. كما حصلت على ميدالية ذهبية للتأليف الموسيقي من ذلك الدير. ومع ذلك، لم تكن قادرة في النهاية على تمويل التعليم الموسيقي في كيبيك، حيث كان الغناء والتمثيل يعتبران مهنة بغيضة بالنسبة للمرأة، وانتقلت عائلتها إلى ألباني، نيويورك في عام 1865. لم يكن والدها قادرًا على منحها التدريب. الذي يستحقه صوتها الرائع، لكنها حصلت على مكان في جوقة الكاتدرائية، حيث جذب غنائها الكثير من الاهتمام، كما فعلت في الحفلات الموسيقية، التي لم تغني فيها فحسب، بل عزفت على البيانو والقيثارة معًا. هناك أصبحت مغنية مشهورة وعازفة أرغن ومعلمة للغناء ووفرت ما يكفي من المال لمواصلة دراستها.
في عام 1868، سافرت إلى باريس، حيث درست مع جيلبرت دوبريز في معهد كونسرفتوار باريس. أمضت ستة أشهر في باريس، تتدرب مع دوبريز. ثم سافرت إلى إيطاليا حيث درست غناء الأوبرا الإيطالية مع فرانشيسكو لامبرتي. بتوجيه من مدرب الخطابة الخاص بها، سيجنور ديلورنز، غيرت اسمها إلى إيما ألباني الأبسط، والتي بدت أكثر أوروبية. ظهرت لأول مرة في ميسينا مستخدمة اللقب ألباني.

## المهنة العملية

### التنمية في إيطاليا
بدأت أموالها في الانخفاض، وعلى الرغم من أن تدريبها لم يكتمل بعد، بدأت في البحث عن عمل للمساعدة في دعم تعليمها المدرسي. وجدت منصبًا في ميسينا، وكان أول ظهور لها في الأوبرا في 30 مارس 1870، في ميسينا، حيث لعبت دور أمينة في لا سونامبولا. كان أداء ترسيمها جيدًا للغاية. تذكرت فيما بعد:
«لقد كنت مليئة بالورود والهدايا والشعر ، حيث كانت الأوراق المنفصلة ترفرف في كل اتجاه على رؤوس الجمهور ؛ ومن بين الباقات التي لا تعد ولا تحصى من كل شكل كانت هناك سلة مخبأة فيها حمامة حية. لقد رسموه باللون الأحمر ، فقام الطائر الصغير العزيز وحلّق في جميع أنحاء المسرح.
-  إيما في أول أدائها»  
عادت إلى ميلان بعد انتهاء عقدها في ميسينا، لاستئناف تعليماتها من قبل لامبرتي. بدأت عروض العمل الإضافية تتدفق. وسرعان ما قبلت دور جيلدا في ريجوليتو، وأدته في سينتو. وجاءت أدوار أخرى في فلورنسا ومالطا، مع أجزاء في لوس انجليس سونامبولا، لوسيا دي لامرمور، روبرت لو الخذروف، حلاق إشبيلية و الإفريقية. بعد أن أمضت شتاء 1870-1871 عرضًا في مالطا، اختبرت أداءً لصالح فريدريك جي، مدير كوفنت جاردن في لندن. أعجب بموهبتها ووقع معها عقدًا مدته خمس سنوات. كان من المقرر أن تقوم بأول ظهور لها في لندن في ربيع عام 1872. قبل أن يبدأ عقدها في لندن عادت إلى إيطاليا للدراسة مع لامبرتي في بحيرة كوم، ثم ظهرت في تياترو ديلا برجولا في فلورنسا، وقدمت سلسلة أخيرة تسعة عروض في الأيام العشرة في دور البطولة من أمبرواز توماس الصورة مغنون، وهي جزء درست مع الملحن في باريس قبل لها أول ظهور لها في هذا الدور.

### الانتقال إلى كوفنت جاردن بلندن

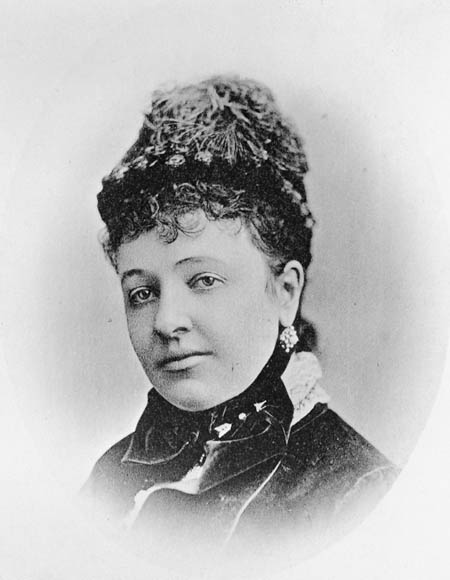
إيما ألباني

وصلت ألباني إلى لندن في الربيع، وظهرت لأول مرة في احترافها في 2-أبريل 1872 باسم أمينة في لا سونامبولا. أعجب النقاد والجمهور على حد سواء بأدائها القوي في الدور، وقدم لها معجبوها الزهور والمجوهرات. في كوفنت غاردن انها وضعت مصلحة في موسيقى دينية بعد أن قدم إليها من قبل السير جوليوس بنديكت السادس عشر ويوشيا بيتمان، الذي شجعها لاستكشاف ذلك. أول فرصة لها لتقديم قطعة جاء في أكتوبر تشرين الأول عام 1872، عندما غنت «الملائكة، ومشرق من أي وقت مضى ونزيهة» من هاندل الصورة ثيودورا في مهرجان نورويتش.
في موسم الشتاء 1872-1873، غنت مع الأوبرا الإيطالية في سال فينتادور في باريس، حيث ظهرت لأول مرة باسم أمينة مع فيكتور كابول بدور إلفينو.
وتضمن لها الموسم الثاني في لندن عروض في دور أوفيليا في أمبرواز توماس " هاملت والكونتيسة في موزارت زواج فيجارو. خلال إجازة بعد موسم الثاني سافرت إلى موسكو لإجراء في لوس انجليس سونامبولا، ريجوليتو، هاملت ، و لوسيا دي لاممرور. ثم ذهبت إلى سان بطرسبرج حيث شاهد القيصر ألكسندر الثاني عروضها.
في موسمها الثالث في لندن، أدت في الغالب نفس الأدوار التي كانت تؤديها في الموسمين الأولين: لا سونامبولا ، ولوسيا دي لاممرور ، وليندا دي شاموني ، ومارثا.  كانت المنافسة في عالم الأوبرا في لندن شديدة جدًا، وكان من الشائع أن يمتلك فناني الأداء أدوارهم. بعد موسمها الثالث، طلبت الملكة فيكتوريا أداءً خاصًا من ألباني، التي سافرت إلى قلعة وندسور في يوليو 1874 لأداء أغنية «كارو نوم» من ريجوليتو، أغنية «روبن أدير» الشعبية، باخ/جونود «افي ماريا»، والأغنية الشعبية«البيت السعيد». وقد أعجب الملكة مناسب بأدائها وسيدعو الألباني إلى أداء القطع الأخرى، من خلال الملحنين مثل برامز، غريغ، هاندل ومندلسون، وكذلك الفرنسية التقليدية والإيقاعات الاسكتلندية.

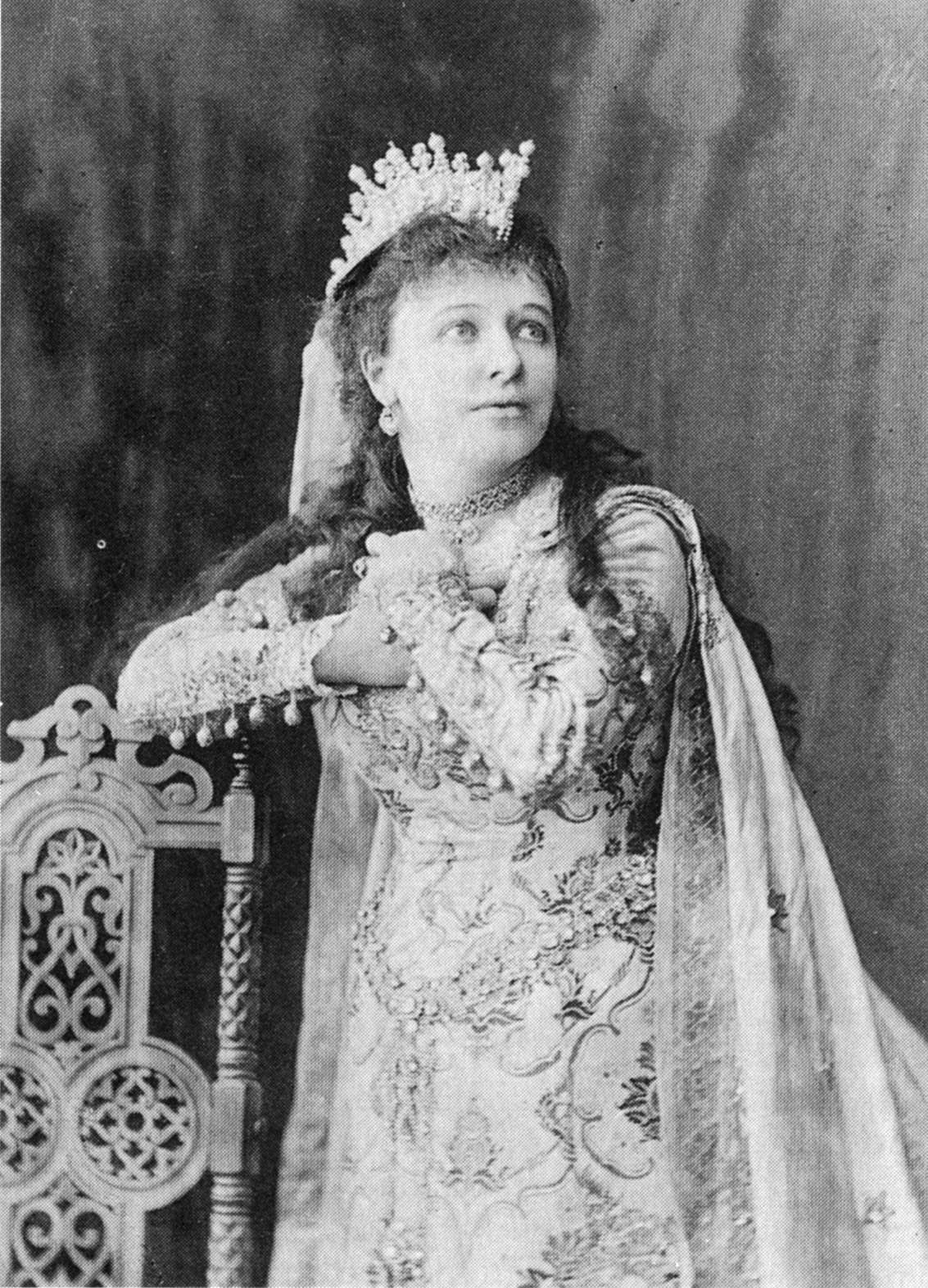
ألباني بدور إليزابيث في تانهاوسر.

في خريف عام 1874، وقالت انها قامت بجولة في الولايات المتحدة، وزيارة نيويورك، بوسطن، فيلادلفيا، بالتيمور، واشنطن، شيكاغو وألباني. كانت الجولة تحت إدارة موريس ستراكوش. كان برفقتها إرنست جي، ابن فريدريك جي، الذي كان يتصرف نيابة عن والده. تعلمت دور إلسا في فيلم لونجرين لفاغنر في غضون أسبوعين، حيث أدته في أكاديمية الموسيقى في نيويورك. عُرضت الأوبرا باللغة الإيطالية، وهي العادة في كوفنت غاردن.
عادت إلى لندن لها الموسم الرابع في كوفنت غاردن في عام 1875. وبعد هذا الموسم، غنت في مهرجان نورويتش، حيث غنت في مندلسون في «ترنيمة الحمد» السمفونية-الأنشودة ويوليوس بنديكت أوراتوريو أسطورة القديس سيسيليا . في موسمها الخامس في لندن (1876) قامت بدور إليزابيث في العرض الأول لفيلم تانهاوزر لفاغنر.
بعد ذلك ذهبت إلى باريس، وغنت في مسرح قصر إيطاليا، حيث كانت استقبالا حسنا، وقدمت عرضا خاصا في قصر الإليزيه لماريشال ماكماهون.
تزوجت ألباني من إرنست جي في 6 أغسطس 1878. أصبحت حاملاً، لكنها واصلت القيام بجولة وعروض حتى قبل وقت قصير من ولادة ابنها فريدريك إرنست جي في 4 يونيو 1879. كان من المقرر أن يكون الطفل الوحيد للزوجين. في خريف عام 1879، بعد أن غنت في مهرجاني هيريفورد وبريستول، عادت إلى فلورنسا. في يناير 1880، غنت في نيس، ومن هناك ذهبت إلى مسرح لا موناي في بروكسل. وفي 26 يونيو 1880 غنت إيزابيلا في فرديناند هيرولد لو قبل اوكس كليركس في كوفنت غاردن، والإنتاج التي أقيم خصيصا لها.
طوال ثمانينيات القرن التاسع عشر، تجولت ألباني في أوروبا وأمريكا الشمالية، وحصلت على المديح أينما سافرت. في عام 1881، تمت دعوتها للغناء في لونجرين، والذي تم تقديمه في أوبرا برلين الملكية. وافقت على الظهور في دور إلسا، الذي سبق أن غنته بالإيطالية، وتعلمت الجزء بالألمانية. حضر العرض الإمبراطور الألماني القيصر فيلهلم الأول. كان الاستقبال إيجابيًا للغاية، حيث حصل على ثلاث دعوات. في عام 1882، منحها القيصر لقب مغنية الأوبرا.

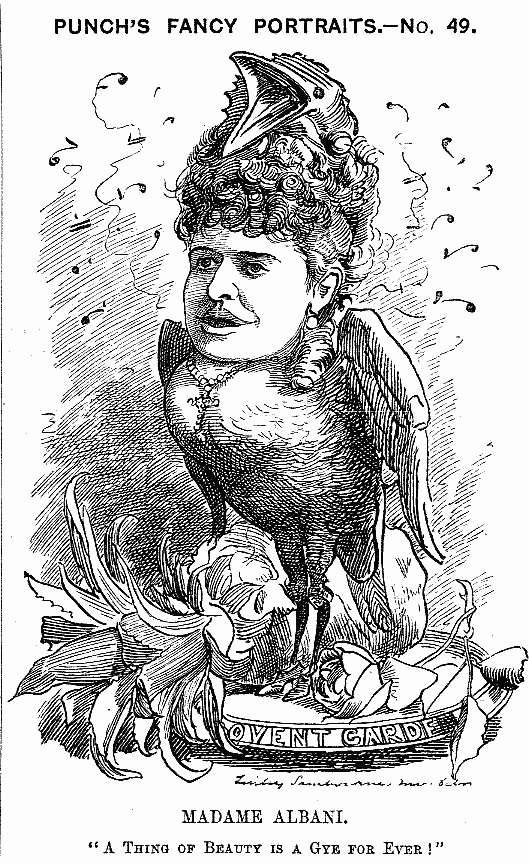
رسم كاريكاتوري من بانش، 17 سبتمبر 1881: "مدام ألباني. شيء من الجمال هو صبغة إلى الأبد!"

في عام 1883، قدمت ثلاث حفلات في مونتريال. حضر أكثر من عشرة آلاف شخص لاستقبالها عند وصولها، وفي حفل استقبال الشاعر لويس أونوريه فريشيت قصيدة كتبها تكريما لها. أول عرض أوبرالي لها في كندا في 13-فبراير 1883 في تورنتو، في دار الأوبرا الكبرى حيث غنت في لوسيا دي لاميرمور. في 15-يوليو 1884 في لندن غنت دور برونهيلد في أرنست رياير الأوبرا الصورة سيجورد ودور جولييت فيجونود في روميو جولييت وآخرون في نفس الموسم.

### عروض مع أوبرا متروبوليتان بنيويورك
ظهرت ألباني لأول مرة مع أوبرا متروبوليتان في نيويورك في 20-نوفمبر 1891 في دور فالنتين في مييربير ليه هوغونوتس، وهو الأداء الذي حدث أثناء قيام الشركة بجولة في شيكاغو. كان ظهورها الثاني في شيكاغو في 23 نوفمبر بمثابة قمر في أول أداء للشركة على الإطلاق لـأوتيلو فيردي، كما غنت الدور هناك في حفل أداء الفصل 4 في 9-ديسمبر. تضمنت المظاهر الأخرى مع ميت في شيكاغو آخر مثل فالنتين، جيلدا في ريجوليتو، وفيوليتا في الفصل1 من لا ترافياتا فيردي (على فاتورة مزدوجة مع كافاليريا روستيكانا ماسكاني، حيث غنت إيما إيمز سانتوزا) وإلسا في فاجنرلونجرين. كان أول ظهور لها مع الشركة في نيويورك في دور جيلدا في ريجوليتو في 23 ديسمبر.
تضمنت العروض الأخرى في نيويورك أربعة مظاهر مثل فالنتين (وهو دور قامت به أيضًا في جولة في لويزفيل وألباني وبروكلين وفيلادلفيا وبوسطن)، وثلاثة مثل دونا إلفيرا في دون جيوفاني لموتسارت، وثلاثة في دور إيفا في فاغنر داي ميسترسنجر فون نورمبرغ، واحد آخر مثل جيلدا، واحد مثل Desdemona، واحد مثل Elsa، بالإضافة إلى ظهور واحد مثل مارجيلوت في فاوست جونود. كما غنت دونا إلفيرا وإيفا في جولة في بوسطن. كان ظهورها الأخير مع ميت في نيويورك في 31-مارس 1892، مثل سينتا في الهولندي الطائر. جميع الأوبرا التي ظهرت فيها كانت تغني بالإيطالية. في المجموع، قامت بأداء 29 مرة مع الشركة. مع تقدم الموسم لاحظ بعض النقاد البلى الذي أصبح واضحًا في صوتها، لكنهم أشادوا بفنها وتجربتها. من أدائها الأخير في اوقات لقاءات نيويورك كتبت: "ذا سينتا اة ف ميل". لم تكن ألباني مثالية صوتيًا، ومع ذلك فقد كان لديها الكثير من الامتيازات لدرجة أن مستمعيها كانوا يميلون إلى مسامحة المغادرين من الملعب الذي يبدو أنه أصبح وهو مرافقة لا تنفصم لغنائها المتأخر. لقد فعلت الكثير للتكفير عنهم من خلال ذكاء عملها والجدية الدرامية التي تشربت بها كل غنائها. لقد حصلت على نصيب عادل من شرف الأمسية ".

### الموسم الأخير في كوفنت جاردن

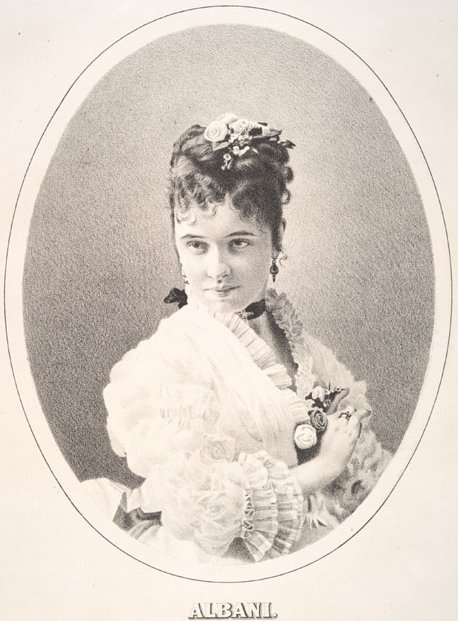
إيما ألباني ترتدي زيًا لدور فيوليتا في لا ترافياتا

حتى في الموسم الأخير لألباني في كوفنت غاردن عام 1896، استمرت في تلقي مراجعات إيجابية للغاية. جاء أعظم انتصار في حياتها المهنية في 26 يونيو 1896، عندما غنت إيزولد في ويجنرز ترستنت يند إيزولد، مع جان دي ريزكي في أول ظهور له في لندن تريستان، لويز ميسلينغر في دور برانجان، ديفيد بيسفام في دور كوروينال، إدوارد دي ريزكي في دور الملك مارك، ولويجي مانسينيلي يجري. كان هناك ما مجموعه أربعة عروض، بيعت جميعها على الرغم من ارتفاع أسعار التذاكر عن المعتاد والغرابة في أن الأوبرا كانت تُغنى باللغة الألمانية. في 24 يوليو غنت فالنتين في لي هوجنتوس. لم يكن هناك أي إعلان، وقليل من الناس كان من الممكن أن يدرك أنها كانت المرة الأخيرة التي سمعوها فيها في الأوبرا. استمرت حياتها المهنية في كوفنت جاردن لمدة أربعة وعشرين عامًا.

### بوست كوفنت جاردن

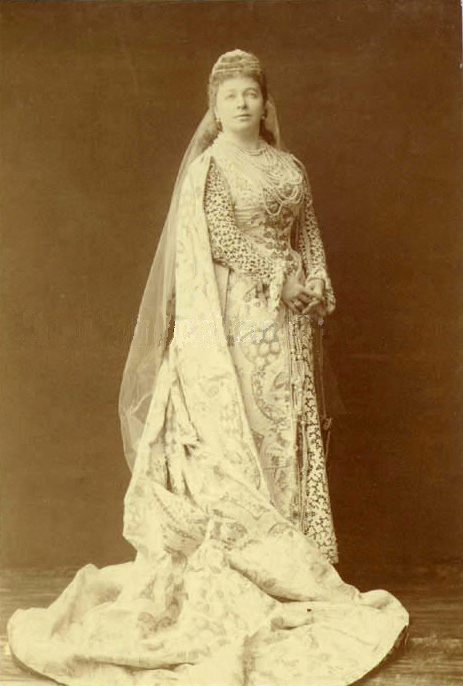
ألباني مثل ديسدومونا.

بعد تقاعدها من كوفنت جاردن في عام 1896، غادرت ألباني للقيام بجولة في كندا، حيث قدم عروضه في أماكن في جميع أنحاء البلاد. في عام 1898، قامت بجولة في أستراليا. كما كانت نشطة في الخطابة في بريطانيا. عند وفاة الملكة فيكتوريا عام 1901، سافرت ألباني إلى لندن وغنت الدور الفردي في خدمتها الأخيرة. في ربيع عام 1908، قام المخضرم ألباني بجولة في المقاطعات الإنجليزية كجزء من شركة تضم موهبتين ناشئتين: عازفة البيانو ماري نوفيلو، التي أصبحت بعد ذلك بعامين واحدة من آخر طلاب تيودور ليشتيزكي، وجون مكورماك، الذي كان قد ظهر قبل أشهر فقط في بلده كوفنت غاردن لأول مرة. قدمت ألباني آخر أداء علني لها في 14 أكتوبر 1911. نفس العام أصدرت كتابًا، أربعون عامًا من أغنية. كان الكتاب فعليًا عبارة عن مذكرات، تسرد قصصًا عن شبابها، أسفارها، مسيرتها المهنية، وانطباعات عن زملائها من الفنانين والعائلة المالكة التي التقت بها طوال حياتها، بالإضافة إلى تقديم بعض النصائح المفيدة حول الغناء.

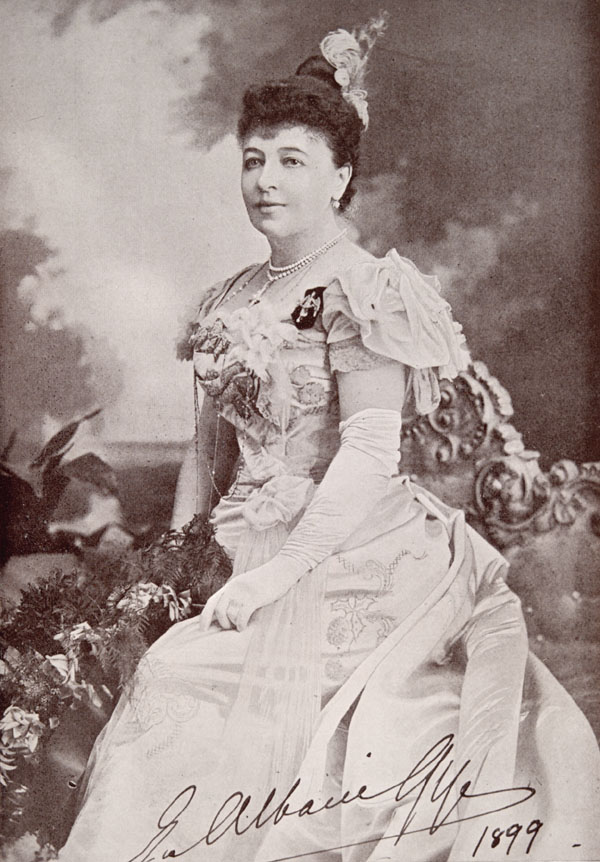
إيما ألباني عام 1899

تقاعدت هي وزوجها في كنسينغتون. أدى ضعف الاستثمارات إلى خسارة الكثير من ثروتهم، واضطر ألباني إلى إعطاء دروس موسيقية لكسب الدخل. توفي زوجها في عام 1925، مما أدى إلى تفاقم الوضع، لكن الحفلات الموسيقية التي نظمها الأصدقاء وفرت دخلاً كافياً لألباني. توفيت في 3 أبريل 1930، عن عمر يناهز 82 عامًا، في منزلها على طريق تريجونتر، كنسينغتون ودُفنت مع زوجها في مقبرة برومبتون.

## التكريم والإرث
تلقت الألباني الميدالية الذهبية من الجمعية الفيلهارمونية الملكية في عام 1897، وغالبا ما يعرف باسم «وسام بيتهوفن». مدام سيليتسكي، ومغنية الأوبرا الذي ينفذ في لوسي مود مونتغمري آن الجملونات الأخضر (1908) كانت مستوحاة من الألباني. كتب مونتغمري لاحقًا ملفًا شخصيًا عن مغنية المرأة الشجاعة (1934)، وهو عمل غير خيالي. في عام 1925، تم تعيين ألباني سيدة قائد وسام الإمبراطورية البريطانية.
قام المجلس الكندي للمواقع والآثار التاريخية بتركيب لوحة في مسقط رأسها عام 1939. واستبدلت بمسلة في عام 1977.
تم تسمية العديد من الشوارع والأماكن باسمها في كيبيك. تم تسمية شارعين في مونتريال على شرفها. أول شارع ، شارع ألباني ، تم تكريسه عام 1912. اختفى عندما دمجته أعمال بناء الطرق بشارع آخر. الثاني، شارع ألباني ، تم تسميته في 19 مارس 1969 من قبل مجلس المدينة. في عام 1980، أصدرت كندا بوست طابعًا بريديًا لتكريمها في الذكرى الخمسين لوفاتها. تم تصميم الختم من قبل الفنانة هنتلي براون، حيث صورتها في زي فيوليتا من أوبرا لا ترافياتا. إنها نسخة ملونة من الصورة المجاورة.
في التسعينيات، تبرع العمدة السابق لشامبلي، روبرت ليبل، بصندوق إيما ألباني للفنون الموسيقية للمدينة.
تم تصوير ألباني في جدارية من الزجاج الملون من قبل فريديريك باك في محطة مترو بلاس دي آرتس في مونتريال.

## قراءات إضافية
- Brian Busby, Character Parts: Who's Really Who in CanLit (Toronto: Vintage Canada, 2004). (ردمك 0-676-97579-8)
- Cheryl MacDonald, Emma Albani: Victorian Diva (Toronto, Dundurn, 1984). (ردمك 0-919670-75-X), (ردمك 0-919670-74-1)
- Stephen Willis, "Archives of Emma Albani at the National Library of Canada", National Library News, Vol. 25, no. 12 (December 1993).

## روابط خارجية
- - "Albani, Marie Emma LaJeunesse". The Biographical Dictionary of America. 1906.
  - Works by Emma Albani at Faded Page (Canada)
  - Pictures of Emma Albani
  - Emma Albani's photograph in the Royal Collection.
  - (new web site) Theater "Vittorio Emanuele" of Messina, the Theater of Emma Albani's debut
  - (old web site) Theater "Vittorio Emanuele" of Messina, the Theater of Emma Albani's debut